# Onciale 0274
- Papyrus
- Onciale
- Minuscules
- Lectionnaire

Le Codex 0274 (dans la numérotation Gregory-Aland), est un manuscrit du Nouveau Testament sur parchemin écrit en écriture grecque onciale.

## Description
Le codex se compose de 4 folios. Il est écrit en deux colonnes par page, de 30 lignes par colonne. Les dimensions du manuscrit sont 28 x 33 cm,. Les paléographes datent ce manuscrit du Ve siècle.
C'est un manuscrit contenant le texte de l'Évangile selon Marc (6-10).
Contenu
Évangile selon Marc: 6,56-7,4.6-9.13-17.19-23.29-29.34-35; 8,3-4.8-11; 9,20-22.26-41; 9,43-10:1.17-22
Le texte du codex représenté est de type alexandrin. Kurt Aland le classe en Catégorie II.
Lieu de conservation
Il est conservé au Musée copte du Caire (6569/6571) au Caire,.